# Manasi Pradhan
Manasi Pradhan (4 de octubre de 1962) es una activista India por los derechos de la mujer y una escritora conocida por ser una de las voces más importantes en la lucha por los derechos de la mujer. Fue la fundadora de la Honour for Women National Campaign, un movimiento social a nivel nacional con el objetivo de acabar con la violencia de género en la India. En 2014, le fue concedido el premio Rani Laskhmibai Stree Shakti Puraskar por el Presidente de la India. Fue galardonada, junto con Mary Prema Pierick, la directora mundial de las Misioneras de la Caridad, con el premio “Outstanding Women Awards” en 2011.
Pradhan es generalmente conocida como una de las pioneras del siglo XXI del movimiento feminista global. Es frecuentemente incluida entre los principales activistas y autores del mundo por publicaciones y organizaciones internacionales. En 2016, la revista neoyorquina Bustle incluyó a Pradhan entre las 20 autoras feministas y activistas más inspiradoras junto con varias mujeres ganadoras de un Premio Nobel como Shirin Ebadi, Rigoberta Menchú, Malala Yousafzai, Betty Friedan, Naomi Klein, Angela Davis, Kate Millett y Gloria Steinem. En 2017, S. A. Welker Media, con sede en Los Ángeles, incluyó a Pradhan entre las 12 mujeres feministas y precursoras del cambio más influyentes.
Es la fundadora de Nirbhaya Vahini, Nirbhaya Samaroh y OYSS Women. Ha trabajado en la Junta Central de Certificación Fílmica (CBFC) de la India y el Comité de Investigación sobre la Comisión Nacional de la Mujer.

## Trayectoria
Nació en una familia pobre en un pueblo de Odisha. Es la mayor de dos hijas y un hijo nacidos de Hemalata Pradhan y Godabarish Pradhan. Su padre era agricultor y su madre, un ama de casa. Luchó contra el mayor tabú social que prohibía la educación de la mujer, caminó 15 km diarios sobre terreno accidentado y pantanoso, hasta llegar a la única escuela secundaria de la región para convertirse en la primera mujer que superó el examen de secundaria de su pueblo, y, posteriormente, en la primera mujer licenciada en derecho de toda su región. La inspiradora biografía de Pradhan ha sido recogida en documentales en Estados Unidos e Israel.
En esa época, la educación femenina se consideraba un gran tabú en la mayoría de las áreas rurales de Banapur. A las niñas rara vez se les permitía asistir a la escuela secundaria. Después de completar la escuela secundaria en el pueblo, la presionaron para que terminara sus estudios. Además, no había institutos en las áreas cercanas.
Tras completar su educación en el instituto Patitapaban en Gambharimunda, la familia se trasladó a Puri para su educación universitaria. Con pocos ingresos procedentes de las tierras agrícolas de la aldea, empezó a ser difícil mantenerse y la carga de toda su familia recayó sobre sus hombros. Poco después de aprobar el examen intermedio, tuvo que trabajar para sacar adelante a su familia y sus estudios. Obtuvo una licenciatura en Economía en el Government Women's College, Puri, y una maestría en literatura Odia de la Universidad de Utkal. Obtuvo la Licenciatura en Leyes en el GM Law College de Pura.

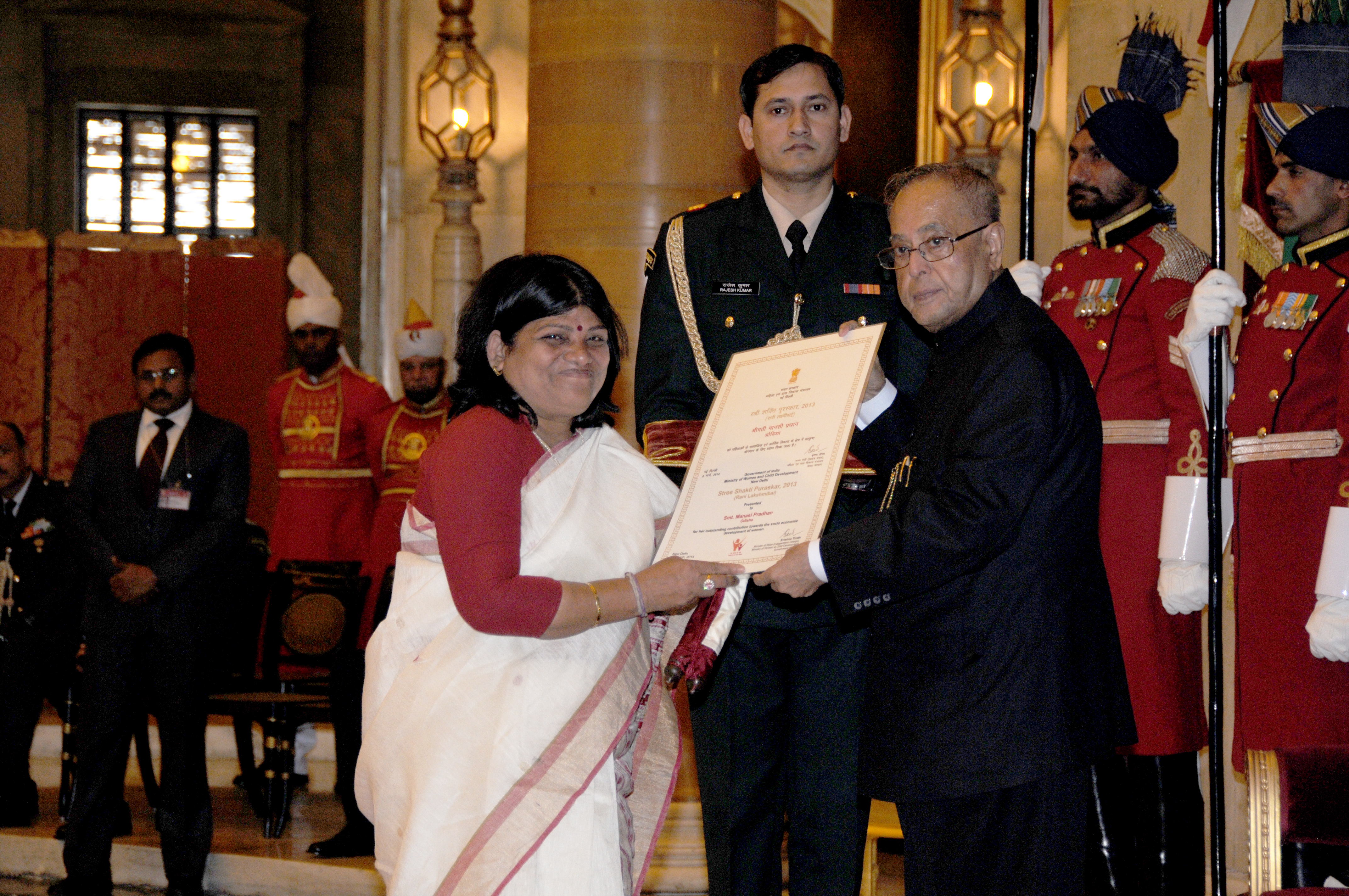
El Presidente de la India, Pranab Mukherjee, otorgando el premio Rani Lakshmibai Stree Shakti Puraskar 2013 a Manasi Pradhan en Rashtrapati Bhawan, Nueva Delhi, el 8 de marzo de 2014.

Pradhan colaboró con el departamento de finanzas, de Odisha y con Andhra Bank durante un breve período de tiempo, pero abandonó ambas funciones y se marchó para perseguir su propia pasión. En octubre de 1983, a los 21 años, Manasi inició su propio negocio de imprenta y publicó una revista literaria. Unos años más tarde, el negocio creció exponencialmente, colocándola en un pequeño grupo mujeres empresarias exitosas de su tiempo.

## Activismo
En 1987, fundó la asociación OYSS Women. El motivo inicial fue ayudar a las estudiantes a alcanzar la educación superior y transformarlas en las futuras líderes de la sociedad. OYSS Women ha organizado talleres de liderazgo, campamentos de educación y formación profesional, conciencia legal y campamentos de defensa personal, que educan a miles de jóvenes mujeres como posibles líderes en el campo que elijan.
Además de lo mencionado anteriormente, la organización emprende numerosas actividades y eventos, y se le atribuye gratamente su contribución pionera en el empoderamiento femenino. La organización también encabeza la Honour for Women National Campaign.

## Honour for Women National Campaign
En noviembre de 2009, lanzó la Honour for Women National Campaign, un movimiento nacional para poner fin a la violencia contra la mujer en la India. El movimiento ha sido fundamental para motivar a la nación contra las atrocidades que sufren las mujeres.
El movimiento emplea una estrategia para luchar contra la amenaza de la violencia que sufren las mujeres en la India.
Utiliza una gran cantidad de medios, por ejemplo, puntos de venta regentados por mujeres, festivales por los derechos de la mujer, reuniones por los derechos de la mujer literatura sobre los derechos de la mujer, muestras audiovisuales, obras de teatro callejeras, etc. para crear conciencia sobre las disposiciones legales e institucionales para luchar contra las atrocidades que sufren las mujeres.
Por otro lado, ejerce presión sobre el estado movilizando a la opinión pública y apoyando campañas para conseguir cambios institucionales y medidas correccionales para contener la violencia contra la mujer.
En 2013, después de  cuatro largos años haciendo implicaciones en una serie de seminarios, talleres y consultas nacionales en las que participaron partes interesadas de toda la India, el movimiento propuso un borrador detallado de su lucha para poner fin a la violencia contra la mujer.
En 2014, el movimiento publicó una Carta de demanda de cuatro puntos para todos los gobiernos estatales de la India. En el mismo año, lanzó Nirbhaya Vahini, que consta de más de 10.000 voluntarios repartidos por toda la India para movilizar a la opinión pública y participar en una campaña constituida para la implementación de su carta de demanda de cuatro puntos.

### Carta de reivindicaciones de cuatro puntos
En 2014, la Honour for Women National Campaign lanzó una carta de reivindicaciones de cuatro puntos para todos los gobiernos estatales de la India. La carta constituye una piedra angular del movimiento y ha llevado a varios gobiernos estatales a realizar reformas:
1. Restricción total de la venta de alcohol.
2. Entrenamiento de defensa personal para mujeres como parte del curriculum educativo
3. Fuerzas de protección especial para la seguridad de las mujeres en cada distrito
4. Tribunal acelerado y un área especial de investigación y procesamiento en cada distrito[35][38]

## Obra
Pradhan es escritora y poeta. Su cuarto libro Urmi-O-Uchchwas (ISBN 81-87833-00-9) han sido traducido a ocho idiomas.